# 정선 필 청풍계도
정선 필 청풍계도(鄭敾 筆 淸風溪圖)는 대한민국 서울특별시 성북구에 있는 조선시대의 산수화이다. 2017년 12월 26일 대한민국의 보물 제1952호로 지정되었다.

## 개요
정선 필 <청풍계도>는 서울 백악산 청풍계에 있던 안동김씨 김상용(金尙容, 1561-1637)의 고택을 1739년에 그린 기년작이다. 짜임새 있는 구도와 조형감각, 경물(景物)의 특징표현에 적합한 필묵법의 사용, 자신감 넘치는 농익은 필치의 구사, 약간의 채색이 전달하는 생동감의 부여 등 정선의 진경산수화를 대표할만한 사례이다.
정선이 그린 <청풍계도>는 이외에도 고려대학교박물관과 국립중앙박물관 등에도 소장되어 있는데, 이 중에서도 간송미술문화재단 소장 <청풍계도>가 적묵법(積墨法)을 적용한 정선의 개성적인 화풍을 가장 잘 보여주며, 대가로서의 기량이 유감없이 발휘된 뛰어난 작품으로 평가된다.

## 같이 보기
- 간송미술관

## 참고 자료
- 정선 필 청풍계도 - 국가유산청 국가유산포털